# Mónica Francés
Mónica Francés (geboren 1971 in Granada) ist eine spanische Autorin und Performerin.

## Leben und Werk
Mónica Francés studierte spanische Philologie an der Universität Granada. Gemeinsam mit Musikern hat sie poetisch-musikalische Performances komponiert und aufgeführt. So etwa Uso el dinero para hablar und Vibración de Granada (VDO) mit Jesús Hernández und Poetic Imprompt mit Heiko Plank und Jesús Hernández. Auch als Schauspielerin ist Francés aktiv. Sie war 2019 in der Comedia sin título von Federico García Lorca zu sehen und 2022 in dem Stück OUTside-INside-OUTside. Darüber hinaus arbeitet sie an einer Herausgabe von Kompendien zur Psychoanalyse Freuds an der Universität Granada.

## Veröffentlichungen
- Dime lo, Amargord, Madrid 2016, ISBN 978-8-416762-25-5
- Ich träumt | Yo sueña übersetzt von Marcus Roloff, Nicola Quaß und Geraldine Gutiérrez-Wienken, Hochroth Verlag, Heidelberg 2022, ISBN 978-3-949850-10-3